# Стара в'язниця (Умео)
Стара в'язниця (швед. Umeå gamla fängelse або швед. länscellfängelset) — в'язниця, яка була побудована в Умео в 1861 році. В'язниця була однією з небагатьох будівель, що не згоріли під час міської пожежі 1888 року. Таким чином, вона є однією з найстаріших будівель, що збереглися в Умео і знаходиться в списку національних пам'яток з 1992 року. В'язниця утримувала в'язнів до 1981 року і впродовж 1980-х років, в 1990-х років там організовувалися театральні постановки. У 2007-2008 роках в'язниця була перебудована в готель.

## Історія
Стара в'язниця Умео була однією з приблизно 20 провінційних в'язниць, призначених Вільгельмом Теодором Анкарсвердом, який був архітектором Fångvårdsstyrelsen в 1855-1877 роки.
Ці в'язниці були побудовані з американської системи Філадельфії як моделі, яка, серед іншого, означала, що загальні клітини були замінені окремими клітинами, де ув'язнені змогли б споглядати свою долю. У в'язниці розміщується в цілому 24 клітки на двох поверхах, які були розташовані вздовж зовнішніх стін, щоб кожен отримав денне світло. У будівлі в'язниці також розташовані офіси та житлові приміщення. Будівля була однією небагатьох, що пережили велику пожежу 1888 року. Також південний дерев'яний частокіл пережив пожежу, він дає сучасним відвідувачам уявлення про форму прогулянкового двору в'язниці.
Тодішній головний редактор місцевої газети Västerbottens - Kuriren Густав Розен (1876-1942) провів три місяці у в'язниці в 1916 році. Він був визнаний винним у наклепі на міста Стадсфіскаль (вища офіційна поліція міста). Це було кульмінацією так званих боїв в Умео (швед. Umeåbråken), які привернули широку увагу нації.
В'язниця зараз є найстарішим кам'яним будинком Умео і є однією з в'язниць, які найкраще збережені в країні. Вона була у використанні до 1981 року, коли була побудована нова в'язниця.  В'язниця знаходиться у власності Національної ради власності Швеції (SFV) і стала національним пам'ятником в 1992 році.

## Театр
З 1987 року і протягом більшої частини 1990-х років будівля і прогулянковий двір використовувався аматорської театральною групою, Grotteatern і незалежною театральною групою Profilteatern. До сторіччя з дня руйнівної пожежі 1888 Grotteatern в 1988 році створила театр під назвою Гра Великої пожежі (швед. Spelet om den stora branden) (Френк Кельбер) на прогулянкових дворах старої в'язниці. Обидві Grotteatern і Profilteatern робили шоу протягом літа на прогулянковому дворі ряд років після цього.

## Готель
У 2007-2008 роках будівля був перетворений в готель з 23 одномісних номерів, 2 сімейних номерів та одним двомісним номером з конференц-залою для зустрічей і торжеств, де можуть розміститися до 50 осіб. Він пропонує зроблені ліжка з комунальними душами і туалетами, і соціальні області спілкування. У додатку на дворі є Кафе Гетеборг.

## Галерея

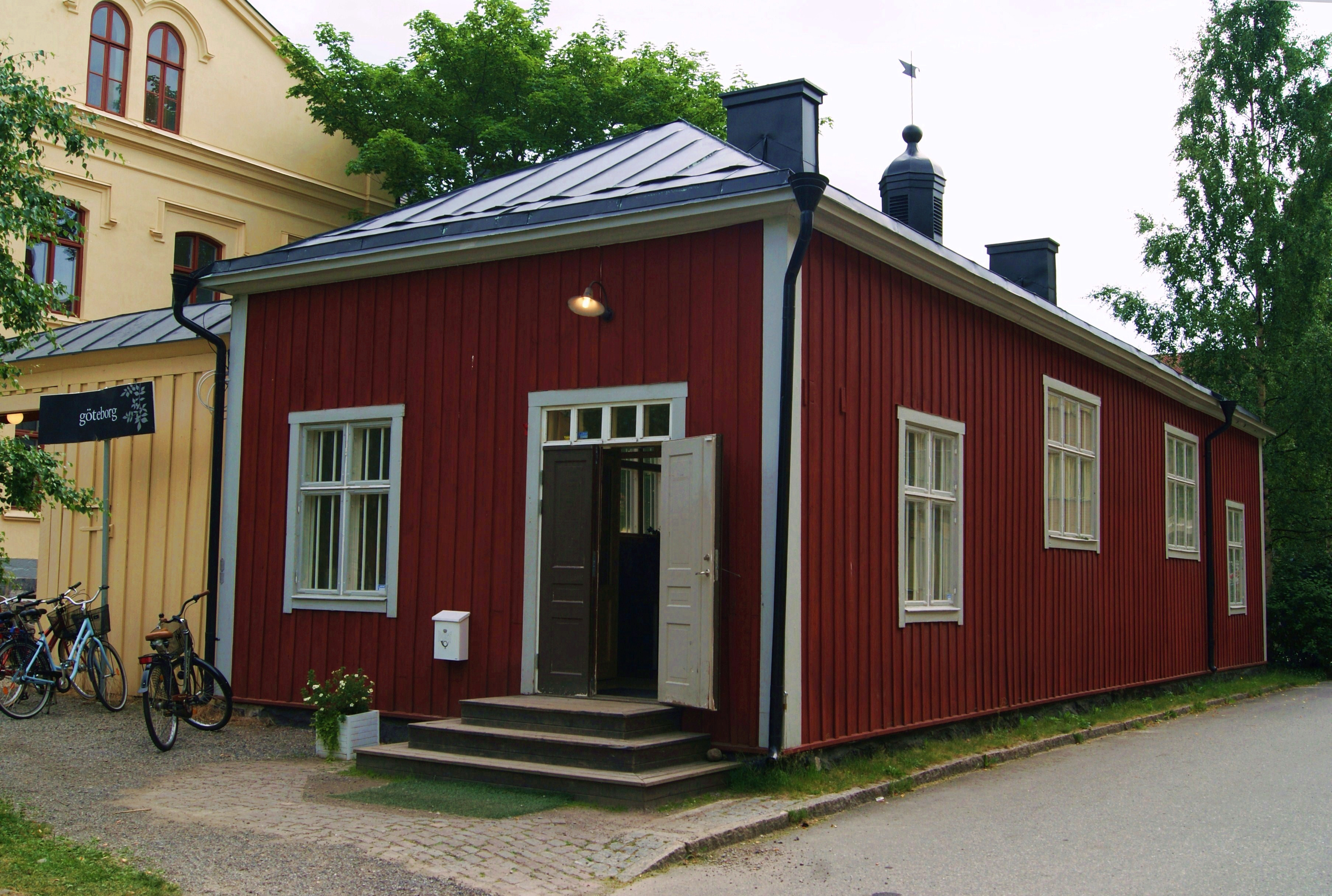
Кафе «Гетеборг»
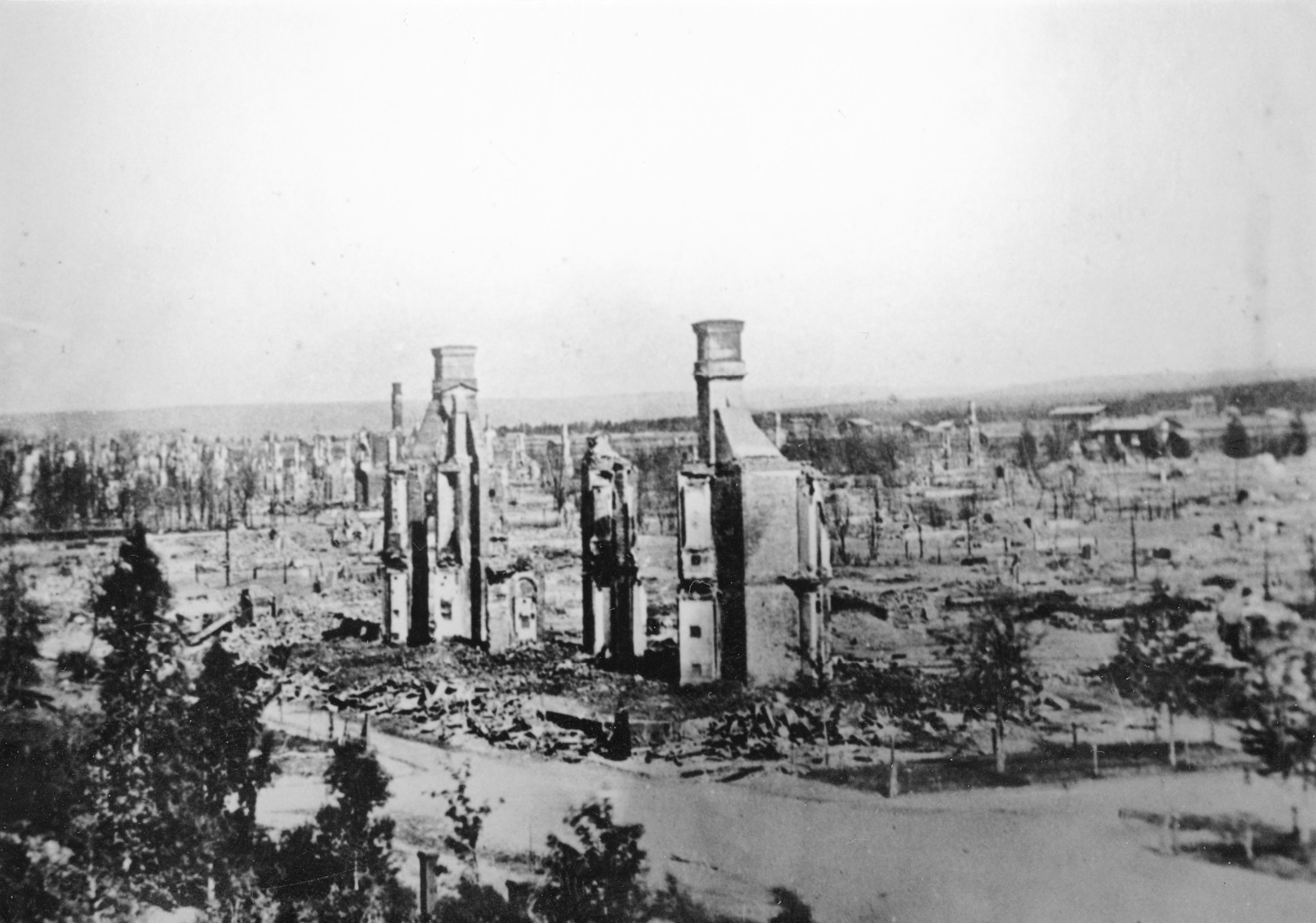
Фото з даху в'язниці після спустошливої пожежі 1888.
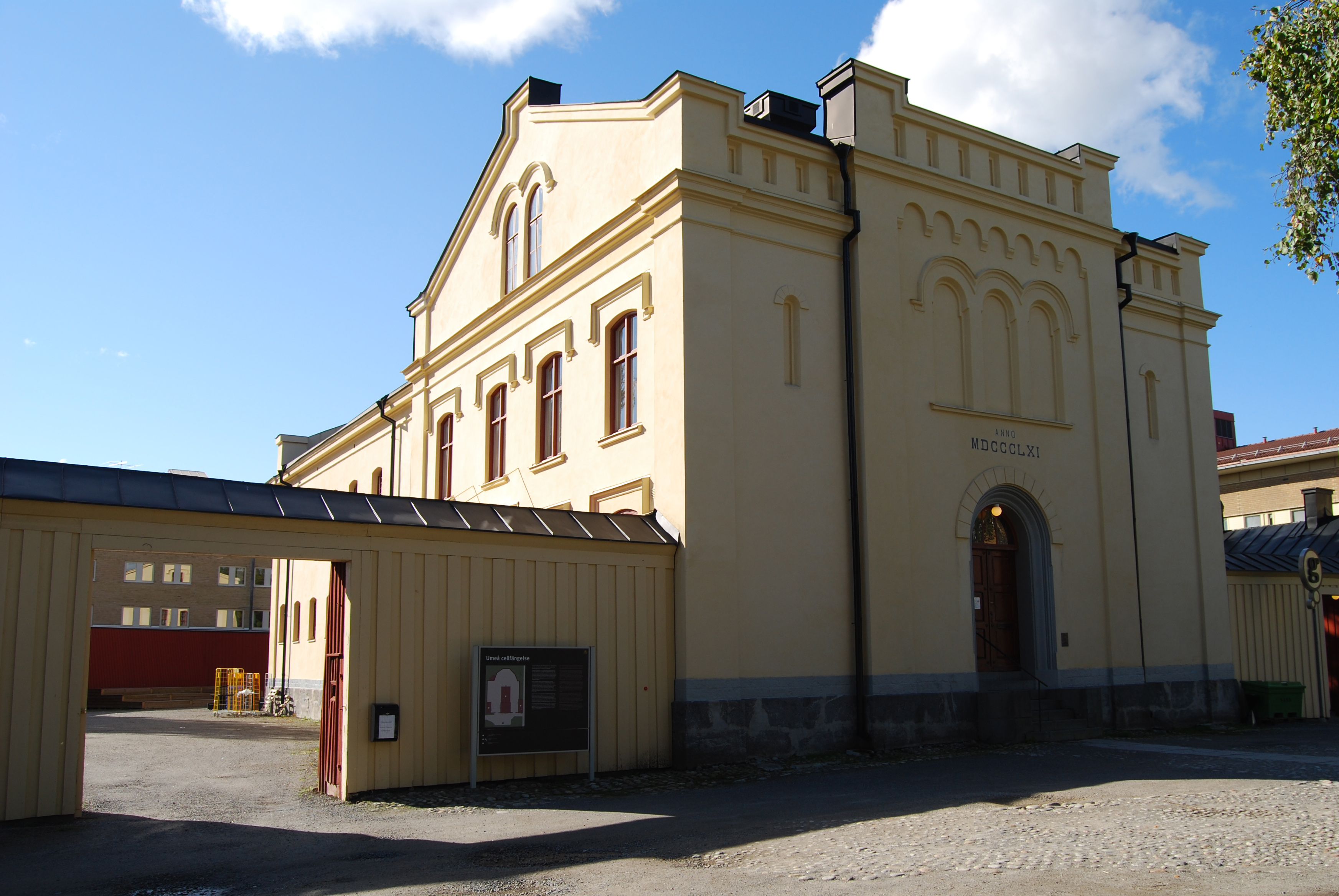
Стара в'язниця